# Curly Neal
Fred Neal, detto Curly (Greensboro, 19 maggio 1942 – Houston, 26 marzo 2020), è stato un cestista e attore statunitense.

## Carriera
Giocò per 22 anni negli Harlem Globetrotters, scendendo in campo in più di 6.000 partite in 97 nazioni differenti. L'11 gennaio 2008 i Globetrotters hanno annunciato il ritiro della maglia numero 22 in suo onore.
Ebbe una breve carriera da attore recitando in alcune serie TV come Time Out (1979-1980), Love Boat (1984) e Superboy (1988).